# Радзинь-Вибудоване
Радзинь-Вибудоване (пол. Radzyń-Wybudowanie) — село в Польщі, у гміні Радзинь-Хелмінський Ґрудзьондзького повіту Куявсько-Поморського воєводства.
Населення — 162 особи (2011).
У 1975-1998 роках село належало до Торунського воєводства.

## Демографія
Демографічна структура станом на 31 березня 2011 року:
|          | Загалом | Допрацездатний вік | Працездатний вік | Постпрацездатний вік |
| -------- | ------- | ------------------ | ---------------- | -------------------- |
| Чоловіки | 83      | 25                 | 54               | 4                    |
| Жінки    | 79      | 22                 | 47               | 10                   |
| Разом    | 162     | 47                 | 101              | 14                   |